# Comuna Tălpaș, Dolj
Tălpaș este o comună în județul Dolj, Oltenia, România, formată din satele Moflești, Nistoi, Puținei, Soceni și Tălpaș (reședința).

## Demografie
Componența etnică a comunei Tălpaș
     Români (94,28%)
     Alte etnii (0,76%)
     Necunoscută (4,96%)
Componența confesională a comunei Tălpaș
     Ortodocși (90,94%)
     Adventiști (2,29%)
     Baptiști (1,05%)
     Alte religii (0,67%)
     Necunoscută (5,05%)
Conform recensământului efectuat în 2021, populația comunei Tălpaș se ridică la 1.049 de locuitori, în scădere față de recensământul anterior din 2011, când fuseseră înregistrați 1.262 de locuitori. Majoritatea locuitorilor sunt români (94,28%), iar pentru 4,96% nu se cunoaște apartenența etnică. Din punct de vedere confesional, majoritatea locuitorilor sunt ortodocși (90,94%), cu minorități de adventiști (2,29%) și baptiști (1,05%), iar pentru 5,05% nu se cunoaște apartenența confesională.

## Politică și administrație
Comuna Tălpaș este administrată de un primar și un consiliu local compus din 9 consilieri. Primarul, Gabriel Dănciulescu[*], de la Partidul Social Democrat, este în funcție din 2016. Începând cu alegerile locale din 2024, consiliul local are următoarea componență pe partide politice:
|  | Partid                          | Consilieri | Componența Consiliului | Componența Consiliului | Componența Consiliului | Componența Consiliului | Componența Consiliului | Componența Consiliului |
|  | ------------------------------- | ---------- | ---------------------- | ---------------------- | ---------------------- | ---------------------- | ---------------------- | ---------------------- |
|  | Partidul Social Democrat        | 6          |                        |                        |                        |                        |                        |                        |
|  | Partidul Național Liberal       | 1          |                        |                        |                        |                        |                        |                        |
|  | Alianța pentru Unirea Românilor | 1          |                        |                        |                        |                        |                        |                        |
|  | Uniunea Salvați România         | 1          |                        |                        |                        |                        |                        |                        |